# ستورنارا
ستورنارا (بالإيطالية: Stornara)‏ هي بلدية في مقاطعة فودجا في إقليم بوليا الإيطالي.

## السكان
في سنة 1861 بلغ عدد السكان 849 نسمة، وتطور العدد ليصل في سنة 2011 لـ 5٬306 نسمة.
يظهر هذا المخطط البياني تطور النمو السكاني لـ ستورنارا